# George Herriman
George Joseph Herriman (Nueva Orleans, 22 de agosto de 1880 - Los Ángeles, 25 de abril de 1944) fue un destacado autor de cómics estadounidense, creador de la tira cómica Krazy Kat, considerada una de las primeras obras maestras de la historieta.

## Biografía

### 1880–1901
Aunque nacido en Nueva Orleans, Herriman se instaló en Los Ángeles con sus padres a la edad de seis años, en 1886. El futuro dibujante era el hijo mayor de George Herriman Jr. y de su esposa, Clara, de soltera Morel. Tuvo tres hermanos menores: Henry, Ruby y Pearl. Se acepta generalmente que sus padres eran descendientes de criollos de Luisiana, si bien Bill Blackbeard ha afirmado que eran inmigrantes griegos. En todo caso, es muy probable que los Herriman tuvieran problemas en Luisiana, donde estaban en vigor leyes racistas, a causa del color moreno de su piel, y se cree generalmente que esa fue una de las causas por las cuales decidieron emigrar a Los Ángeles, en el estado de California. En su certificado de nacimiento, Herriman figura como de raza negra ("colored"), y posteriores investigaciones han revelado que en el censo de 1880 el futuro autor estaba inscrito como mulato. 
En Los Ángeles, George Herriman padre trabajó primero como peluquero, y más tarde como panadero. Entre 1891 y 1897, su hijo fue alumno del Saint Vincent's College, una escuela católica para chicos. Posiblemente interrumpió sus estudios para trabajar en la panadería de su padre. Aunque éste hubiera querido que su hijo George continuara en la profesión, él optó por desarrollar una carrera artística. En 1895, con sólo quince años, empezó a trabajar como asistente gráfico en periódicos locales. A los diecisiete años, en 1897, logró vender su primer dibujo al periódico Los Angeles Herald, y poco después fue contratado como colaborador habitual del mismo. A principios de 1900 empezó a colaborar también en el San Francisco Examiner, propiedad del magnate de la prensa William Randolph Hearst. 
Los comienzos de la carrera de Herriman coincidieron con los inicios del cómic en los periódicos estadounidenses. En 1892 James Swinnerton había creado con California Bears la primera tira de prensa secuencial, y en 1895 Richard Felton Outcault había creado The Yellow Kid. La aparición de estas series produjo un notable incremento en las ventas de periódicos, por lo que los principales propietarios, como Hearst y Joseph Pulitzer, rivalizaban entre sí por contratar a los mejores dibujantes. Gracias a esta rivalidad, el nuevo arte se desarrolló rápidamente.

### 1900–1913
En 1900, Herriman se trasladó a Nueva York en busca de nuevas oportunidades laborales, ya que varios periódicos neoyorquinos necesitaban dibujantes. Permaneció allí durante un año, aproximadamente, durante el cual trabajó como ilustrador para el New York American de Hearst. De regreso a Los Ángeles, realizó caricaturas tanto para el Los Angeles Examiner, también propiedad de Hearst, como para el Los Angeles Times. Todavía no dibujaba ninguna tira cómica, sino que se limitaba a realizar caricaturas, sobre todo de políticos. 
En 1901 empezó a trabajar para el semanario satírico Judge, que publicó por primera vez un dibujo suyo el 15 de junio de ese año. El 29 de septiembre, su obra empezó a aparecer también en los periódicos del magnate Joseph Pulitzer, y poco después comenzó a vendérsela a la respetada agencia de prensa (syndicate) T.C. McClure. Su primera tira de prensa propiamente dicha, Musical Mose, estaba destinada a los periódicos de Pulitzer, y apareció en The New York World el 16 de febrero de 1902. De esta serie, basada en otra muy parecida de Outcault, titulada Pore Lil' Mose, únicamente se publicaron tres tiras. En ella aparece un músico negro que intenta hacerse pasar por blanco (en la tira inicial, por escocés) y, al ser descubierto, es apaleado.
En 1902 Herriman publicó otras dos tiras cómicas: Professor Otto & His Auto empezó a publicarse en el New York World el 30 de marzo, y Acrobatic Archie, el 13 de abril. El 7 de julio, el dibujante contrajo matrimonio con Mabel Lilian Bridge, con la que tendría dos hijos: Mabel (apodada "Toots"), que nació en mayo de 1903, y Barbara ("Bobbie"), en 1909. Tras su matrimonio, regresó a Nueva York para establecerse allí definitivamente. 
A comienzos del año siguiente, inició una nueva serie, titulada Two Jolly Jackies, que narraba las desventuras de dos marineros. La serie se publicó al menos hasta noviembre de 1903. Para la agencia World Color Printing Company comenzó ese mismo año Major Ozone's Fresh Air Crusade
En 1904 dejó el The New York World por el The New York Daily News. Obtuvo el reconocimiento de la crítica cuando la revista literaria neoyorquina Bookman publicó un artículo hablando de su trabajo, junto al de Richard F. Outcault (Buster Brown) y Jimmy Swinnerton (Little Jimmy).
Regresó a Los Ángeles a mediados de 1905.
A partir de 1900 colabora con otras publicaciones, como Judge, Life y New York News. En 1901 es contratado como dibujante por el New York World.
Dibuja sus primeras tiras cómicas a partir de 1903: Lariat Pete, que distribuye el McClure Syndicate, y He Got His Man, para la revista Judge. Por esa misma época trabajó como ayudante del dibujante Tad Dorgan en el New York Journal. Desde 1905 realizó varias series para sundays (páginas dominicales) distribuidas por la World Color Printing Co. Entre ellas destacan: Bud Smith, Major Ozone's Fresh Air Crusade, Bruno and Pietro, Grandma's Girl, Handy-Andy, Rosy-Posy Mama's Girl, Alexander the Cat y Butch Smith, the Boy Who Does Stunts.
En The New York Journal, a partir de 1907, dibuja otras series como Baron Mooch, Mary's Home From College y Gooseberry Spring. 

### Krazy Kat

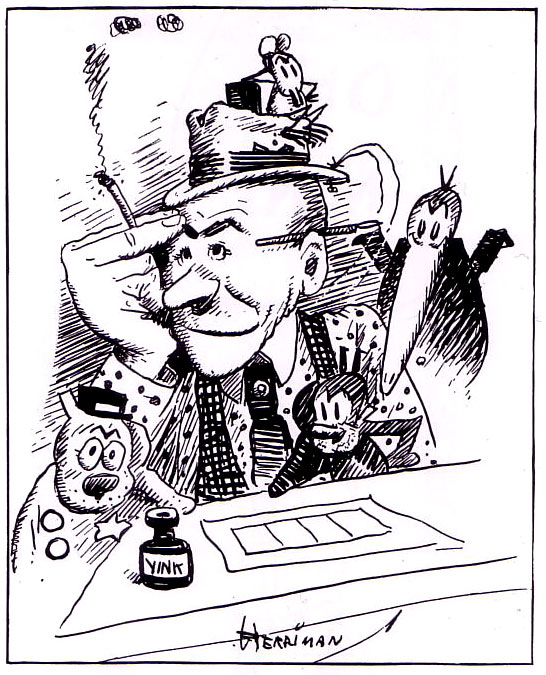
Autorretrato de Herriman con sus personajes.

También para el New York Journal empezó a dibujar en 1910 la serie costumbrista The Dingbat Family (más tarde rebautizada The Family Upstairs). En la parte inferior de esta tira, como topper o complemento, aparecieron los personajes de lo que luego sería su serie más emblemática, Krazy Kat, que se inaugura como tira independiente en 1913.
El éxito de Krazy Kat permitió a Herriman seguir dibujando la tira hasta su muerte, en 1944, pero no le impidió crear nuevas series, como Baron Bean (1916), Now Listen Mabel (1919), Stumble Inn (1922) o Mistakes Will Happen (1926)
De su abundante producción, es sin duda Krazy Kat, protagonizada por animales antropomorfos, su obra más influyente e innovadora. En ella, Herriman desarrolló un humor basado en el absurdo y un grafismo muy poco convencional, que tendrían una gran influencia en la historia posterior del cómic, dentro y fuera de Estados Unidos. Por su inversión sistemática del orden lógico y racional de los acontecimientos; su gusto por la sonoridad, imprecisión y mestizaje del lenguaje oral popular y, en suma, su carácter absurdo, primitivo e infantil; el dadaísmo, que por entonces estudiaba la cultura popular estadounidense bajo la óptica de folclore contemporáneo, sacralizó a Krazy Kat como «puro humor dadá estadounidense».

## Obras
Krazy Kat de George Herriman repite una trama constantemente: Krazy Kat, enamorada del ratón Ignatz, es constantemente rechazada por este mediante adoquinazos que interpreta como signos de amor y que un perro comisario, enamorado de Krazy Kat, aprovecha para encerrar a Ignatz en la cárcel.

### Series originales
- Musical Mose, 1902
- Professor Otto, 1902
- Acrobatic Archie, 1902
- Lariat Pete, 1903
- Two Jolly Jackies, 1903
- Major Ozone, 1904-1906
- Home Sweet Home, 1904
- Rosy's Mama, 1906
- Bud Smith, 1905-1906
- Grandma's Girl - Likewise Bud Smith, 1905-1906
- Rosy Posy - Mama's Girl, 1906
- Zoo Zoo, 1906
- Mr. Proones the Plunger, 1907
- The Amours of Marie Anne Magee, 1907
- Baron Mooch, 1909
- Daniel and Pansy, 1909
- Mary's Home from College, 1909
- Alexander the Cat, 1909-1910
- Gooseberry Sprig, 1909-1910
- The Dingbats (temporalmente titulada The Family Upstairs), 1910-1916
- Krazy Kat, 1913-1944
- Baron Bean, 1916-1919
- Now Listen Mabel, 1919
- Stumble Inn, 1922-1926
- Us Husbands, 1926
- Mistakes Will Happen, 1926

### Ediciones
- Baron Bean 1916-1917, Westport (Conn.), 1977 ISBN 0-88355-640-5
- The Family Upstairs: Introducing Krazy Kat 1910-1912, Westport (Conn.), 1977 ISBN 0-88355-642-1
- Krazy & Ignatz. The Komplete Kat Komics, Volume One - 1916, Forestville 1988 ISBN 0-913035-48-3
- Krazy & Ignatz - The Komplete Kat Komics Volume Two - 1917, Forestville 1989 ISBN 0-931035-75-0
- Krazy & Ignatz - The Komplete Kat Komics Volume Three - 1918, Forestville 1989 ISBN 0-931035-77-7
- Krazy & Ignatz - The Komplete Kat Komics Volume Four - 1919, Forestville 1989 ISBN 0-931035-93-7
- Krazy & Ignatz - The Komplete Kat Komics Volume Five - 1920, Forestville 1990 ISBN 1-56060-024-1
- Krazy & Ignatz - The Komplete Kat Komics Volume Six - 1921, Forestville 1990 ISBN 0-56060-34-9
- Krazy & Ignatz - The Komplete Kat Komics Volume Seven - 1922, Forestville 1991 ISBN 0-56060-064-0
- Krazy & Ignatz - The Komplete Kat Komics Volume Eight - 1922, Forestville 1991 ISBN 0-56060-066-7
- Krazy & Ignatz - The Komplete Kat Komics Volume Nine - 1922, Forestville 1992 ISBN 1-56060-103-5
- The Komplete Kolor Krazy Kat Volume 1 1935-1936, London 1990 ISBN 1-85286-334-X
- The Komplete Kolor Krazy Kat Volume 2 1936-1937, Amherst 1991 ISBN 0-924359-07-2
- Krazy & Ignatz - The Dailies 1918-1919, Charleston 2001, ISBN 0-9688676-0-X
- Krazy & Ignatz - The Complete Full Page Comic Strips 1925-1926, Seattle 2002 ISBN 1-5689-97386-2
- Krazy & Ignatz - The Complete Full Page Comic Strips 1927-1928, Seattle 2002 ISBN 1-56097-507-5
- Krazy & Ignatz - The Complete Full Page Comic Strips 1929-1930, Seattle 2003 ISBN 1-56097-529-6
- Krazy & Ignatz - The Complete Full Page Comic Strips 1931-1932, Seattle 2004 ISBN 1-56097-594-6
- Krazy & Ignatz - The Complete Full Page Comic Strips 1933-1934, Seattle 2004 ISBN 1-56097-620-9

### Herriman como ilustrador
- Don Marquis: archy and mehitabel, Nueva York, 1927
- Don Marquis: The Life and Times of archy & mehitabel, Nueva York, 1935
- Don Marquis: archy and mehitabel, Nueva York, 1990 ISBN 0-385-09478-7(reimpresión de la edición de 1927)